# 大利根町
大利根町（日语：／ Ōtone machi */?）是埼玉縣東部的一個人口約1萬4千人的町。已於2010年3月23日與加須市、北川邊町、騎西町合併為新設置的加須市。